# Svjetski dan lijenosti
Svjetski dan lijenosti predstavlja posljednji dan i dan zatvaranja Festivala industrije, trgovine i kulture koji se održava u kolumbijskom gradu Itaguiju. Prvo obilježavanje dana lijenosti održano je 11. kolovoza 1984. prema zamisli Calosa Marija Montoye da građani, uz slavljenje gospodarske vitalnosti, jedan dan uspore ritam i uživaju u životu.

## Događanja i priredbe
U sklopu obilježavanja Dana lijenosti, stanovinci Itaguija na ulicama grada postave madrace i mreže za spavanje, a u zabavnom popratnom programu održavaju se izbor najljepše pidžame, borba jastucima i utrka kreveta na kotačićima.
Sâm festival i Dan lijenosti tijekom vremena su postali zaštitnim znakom rada i doprinijeli razvoju turizma.
Sâm dan nije utvrđen nadnevkom, već ovisi o razdoblju održavanja festivala, uglavnom potkraj kolovoza.

## Vanjske poveznice

### Sestrinski projekti
|  | Zajednički poslužitelj ima još gradiva o temi Svjetski dan lijenosti |

### Mrežna mjesta
- www.vecernji.hr – Blago njima: Oni su odlučili da im je dosta posla i stresa i napravili - ovo!